# La Sorcière (Jules Michelet)
La Sorcière (De Heks) is een boek uit 1862 van de Franse historicus Jules Michelet (1798 - 1874). Michelets boek is een romantische visie op hekserij die twee onderdrukte groepen, vrouwen en lijfeigenen, wilde rehabiliteren.
In dit essay stelt Michelet dat hekserij was voortgekomen uit protest van middeleeuwse lijfeigenen tegen de onderdrukkende sociale orde die hen tot de laagste rang van de maatschappij veroordeelde. Ze hielden volgens hem geheime nachtelijke bijeenkomsten met heidense dansen en voerden daar satires op om heren en priesters te hekelen. Dit zou al zo vroeg als de 12e en 13e eeuw hebben plaatsgevonden, dus lang voor er sprake was van grootschalige heksenvervolgingen.
In plaats van 'heksensabbat' heeft Jules Michelet het over de  'zwarte mis', een ceremonie waarin niet de duivel centraal stond, maar wel een vrouw die feitelijk de hele ceremonie als priesteres leidde. Michelet geeft een romantische beschrijving van haar. Zo zou zij "een gezicht als Medea" hebben en "een tragische, diepe blik, geboren uit intens lijden". Van deze priesteres van de cultus zegt Michelet dat zij de sabbat uitvond en organiseerde. 
Een grote houten figuur met hoorns en een geërecteerde penis stelt in de ceremonie Satan voor, 'de grote lijfeigene in opstand'. De priesteres copuleert tijdens het ritueel ook met Satan en ontvangt zo zijn geest. 
Michelets visie week dus op een aantal punten af van het 'traditionele' 16e-eeuwse verhaal tijdens de grote heksenvervolgingen. Nieuwe elementen zijn de theorie van de opstand der lijfeigenen, de figuur van priesteres, en de zwarte mis (la messe noire) die op de rug van een vrouw wordt gevierd. We vinden in Michelets werk ook verwijzingen naar een vruchtbaarheidscultus die een goede oogst moest waarborgen. 